# Llanigon
Llanigon est un village et une communauté du Powys, au pays de Galles.

## Géographie
Llanigon est situé dans le sud-est du Powys, dans le comté historique du Brecknockshire, à quelques kilomètres au sud-ouest de la ville de Hay-on-Wye, au bord du parc national des Bannau Brycheiniog.
La communauté de Llanigon comprend aussi le hameau de Ffordd-las.

## Démographie
Au recensement de 2011, la communauté de Llanigon comptait 478 habitants.